# WR-40 Langusta
WR-40 Langusta (Wyrzutnia Rakietowa) je višecijevni raketni sustav. Napravljen je na temelju poboljšanog i moderniziranog sovjetskog BM-21 Grad raketnog sustava. Prvi primjerak ušao je u službu u Poljskoj vojsci 2007. godine. Poljska u raspolaže s 227 BM-21 Grad sustava i predviđa se da će oko polovice biti prenamijenjeno u WR-40.
WR-40 Langusta ima malo promijenjen lanser s 40 lansirnih cijevi za 122 mm rakete. Može ispaljivati originalne i novorazvijene rakete. Standardna raketa za BM-21 je dugačka 2,87 m i teži 66,4 kg. Nove Feniks-Z visoko eksplozivne fragmentirajuće rakete imaju maksimalan domet od 42 km. WR-40 dolazi s novim, modernijim sustavom za kontrolu paljibe i novim navigacijskim sustavom.
Lanser se puni ručno, a puni ga posada. Za punjenje je potrebno oko 7 minuta. Dodatne rakete se prevoze na posebnom kamionu za opremanje lansera.
WR-40 je napravljen na temelju Jelcz P662D.35G-27 6x6 kamiona, zbog toga što su originalni Ural-375D kamioni BM-21 Grad raketnog sustava jako stari i u lošem stanju. WR-40 pokreće Iveco Aifo Cursor 8 dizelski motor maksimalne snage 350 KS i ima centralno podešavanje tlaka u gumama. WR-40 Langusta može se transportirati zrakom s C-130 Hercules transportnim avionom.